# UTC+07:00

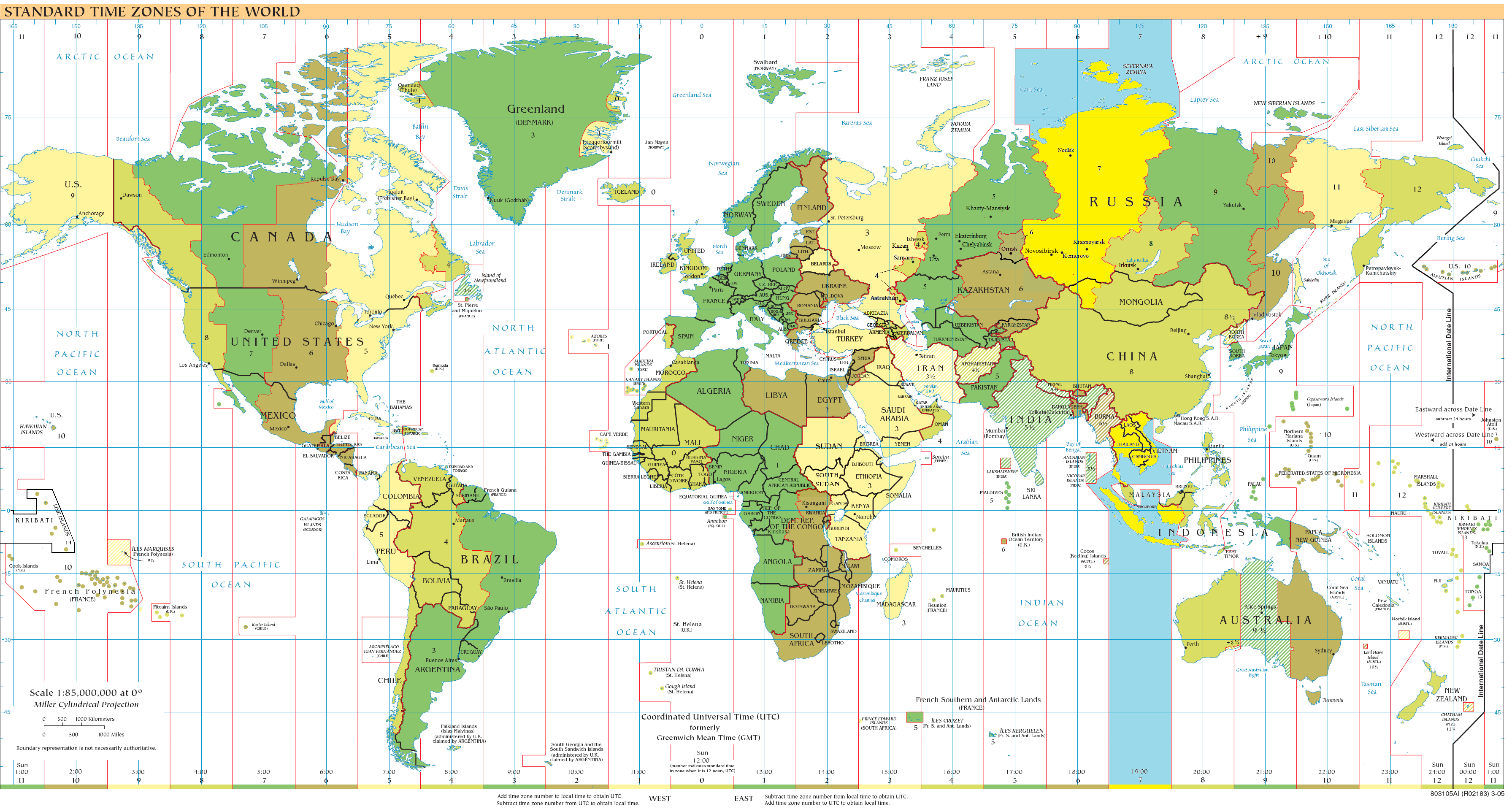
UTC+07:Blau (desembre), taronja (juny), groc (l'any sencer), blau clar (àrees marines)

UTC+07:00 és una zona horària d'UTC amb 7 hores més tard que l'UTC. El seu codi DTG és G-Golf.

## Zones horàries
- Krasnoyarsk Time (KRAT)
- Indochina Time (ICT)
- Waktu Indonesia Barat (WIB)[1]
- Davis Time (DAVT)
- Khovd Time (KOVT)
- Christmas Island Time (CXT)
- Omsk Time (OMSK)

## Franges

### Temps estàndard (l'any sencer)
- Austràlia
  - Illa Christmas
- Cambodja
- Indonèsia (occidental)
  - Java
  - Borneo Occidental
  - Borneo Central
  - Sumatra
- Laos
- Mongòlia (occidental)
  - Província de Bayan-Ölgii
  - Província de Khovd
  - Província d'Uvs
- Tailàndia
- Vietnam

#### Omsk Time
- Rússia
  - Krai de l'Altai
  - República de l'Altai
  - Óblast de Novossibirsk
  - Óblast d'Omsk
  - Óblast de Kemerovo

## Geografia
UTC+07 és la zona horària nàutica que comprèn l'alta mar entre 97,5°E i 112,5°E de longitud. En el temps solar aquest fus horari és el corresponent el meridià 105° est.

## Història
L'óblast de Kémerovo de Rússia abans utilitzava l'UTC+7, però des del 28 de març del 2010 utilitza l'UTC+6.
En el 2011, a Rússia es va traslladar l'horari d'estiu durant tot l'any i l'Omsk time es va fixar permenet en lloc de canviar a UTC+6 va canviar a UTC+7.